# Zebi
Zebi (Zi) är ett binärt prefix med värdet 270 = 1 180 591 620 717 411 300 000. Prefixet zebi har fått sitt namn av att det ungefär motsvarar SI-prefixet zetta (1021 = 1 000 000 000 000 000 000 000).
Binära prefix används främst när man uttrycker minnesstorlekar och minnesåtgång i datorer; 270 bytes är en zebibyte (ZiB), men kallas ofta slarvigt för en zettabyte.